# Group B

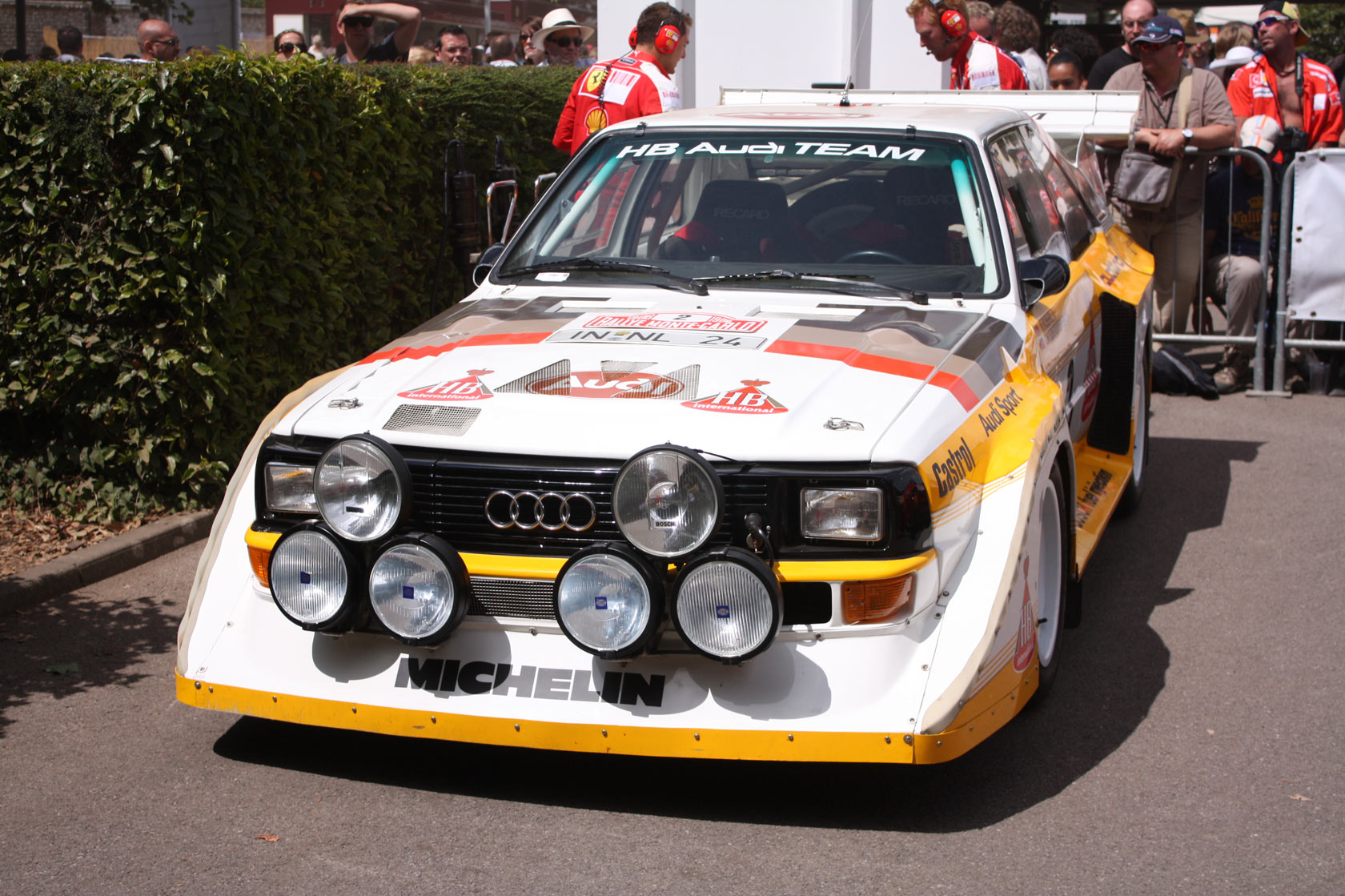
Audi Quattro S1, один з найпотужніших автомобілів у Group B.

Group B (укр. Група Б) — категорія гоночних автомобілів, що відрізнялася досить ліберальними вимогами до конструкції та характеристикам. Ця група була введена FISA у 1982 році і була заборонена у 1986 році після низки аварій, в тому числі і з летальним результатом. Нетривала ера Group B отримала легендарний статус серед шанувальників ралі.

## Омологація
Group B була однією з найліберальніших за технічними вимогами. Для омологації автомобіля було потрібно випустити всього 200 автомобілів, потужність же взагалі не обмежувалася, також була можливість випускати «еволюційні версії» автомобілів, що дозволяло виробникам, один раз омологуючи автомобіль, доводити його до досконалості протягом довгого часу, і в підсумку виходили автомобілі, які тільки зовні нагадували дорожні версії, при цьому треба було випустити тільки 20 авто нової версії. Вимоги щодо ваги також були мінімальними, плюс в конструкції автомобіля було дозволено використання високотехнологічних матеріалів. Все це зробило Group B найшвидшою в історії ралі.

## Створення Group B
До появи Group B в ралі, на гонки виставлялися моноприводні автомобілі потужністю, що доходила до 280 к.с. Видовищність гонок падала, і FISA змінили регламенти для найбільш популярних груп 2 і 4, які були представлені на той момент автомобілями Lancia Stratos, Fiat 131 Abarth і Porsche 911.
У 1979 році FISA допустила використання повного приводу, але виробники вирішили, що це не дасть необхідного поштовху вперед. В 1980 році була випущена Audi Quattro, і вона довела перевагу повного приводу, вигравши ралі Австрії.
У 1981 році Audi продовжила розвиток повнопривідного напрямку і протягом року виграла кілька етапів чемпіонату світу, записавши в історію світового ралі першу перемогу жінки (Мішель Мутон) в абсолютному заліку на міжнародному ралі Сан-Ремо, а в 1982 році Мішель Мутон була в одному кроці від перемоги в чемпіонаті, поступившись у вирішальному ралі Рьорлю з команди Opel.

## Розквіт Group B

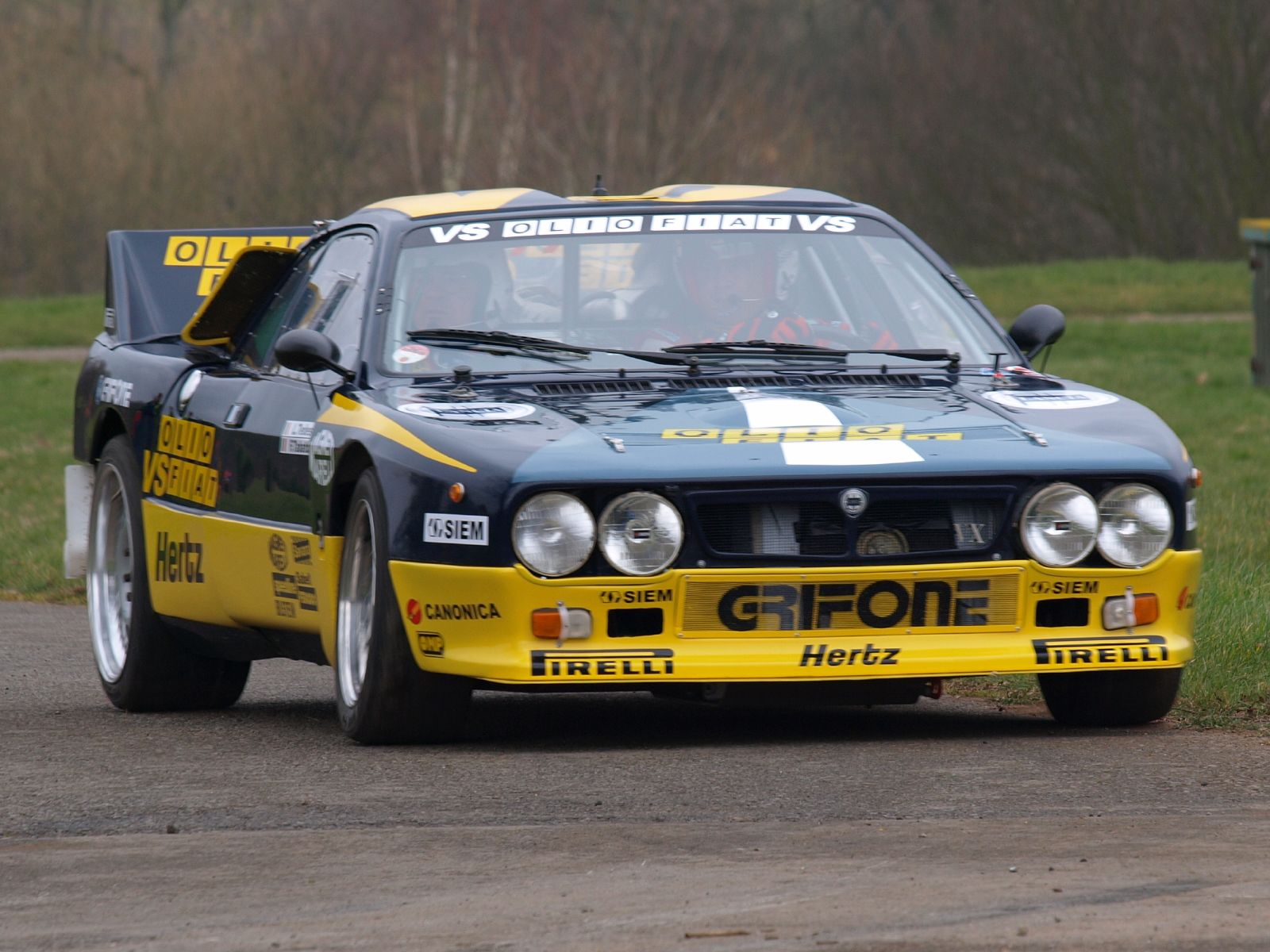
Lancia 037.

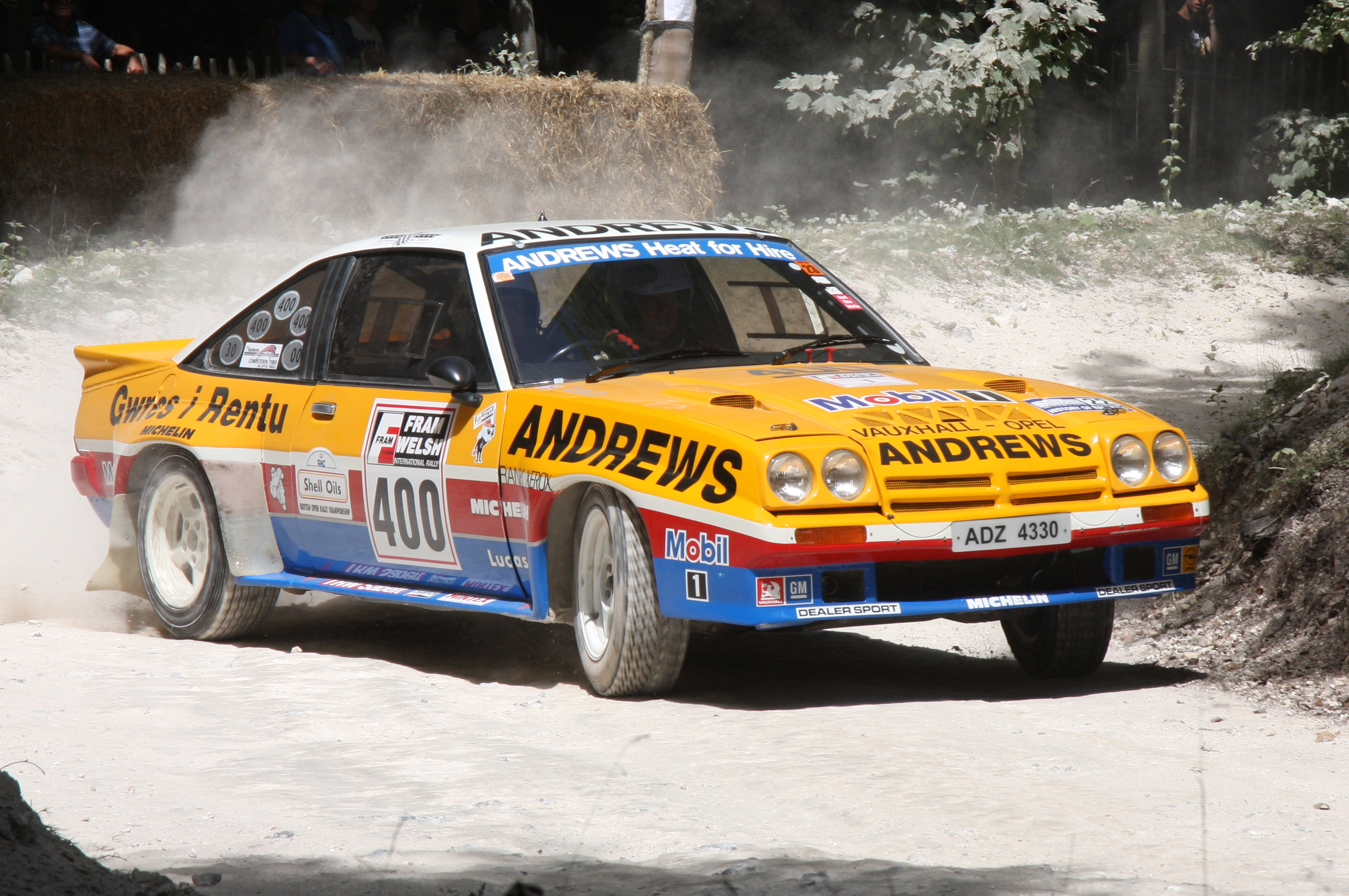
Opel Manta 400.

FISA вирішила розділити автомобілі з ралі на три класи: Group N (серійні автомобілі), Group А (модифіковані серійні автомобілі) та Group B (модифіковані спортивні автомобілі). Ці групи були представлені в 1982 році.
Одним з перших автомобілів Group B стала Lancia 037 — головний суперник Audi Quattro (яка випускалася за специфікацією Group 4). Звичайно, 037 відрізнялася від Audi. По-перше, недовіра розробників до повного приводу призвела до того, що у Lancia 037 він залишився класичним, а по-друге, в силовому агрегаті був застосований компресор. Але Lancia 037 спочатку була в невигідному положенні перед повноприводними автомобілями. Audi Quattro з її повним приводом могла більш ефективно використовувати всю потужність, яку їй надали правила Group B. Виграти Lancia чемпіонський титул в 1983 році допомогла сама Audi — Quattro зарекомендувала себе як ненадійний автомобіль, велика кількість поломок по ходу гонок і сходи через технічні проблем не дозволили їй домогтися чемпіонського титулу, в той час як Lancia, навпаки, виступала впевнено і показала себе як більш надійний автомобіль.
Мінуси Audi і Lancia були швидко знайдені, і першим, хто скористався ситуацією, став Peugeot 205 Т16. Цей автомобіль був цілком і повністю спроектований для виступу в Group B. Повний привід, средньомоторна компоновка і легкий кузов з композитних матеріалів дозволили Peugeot показати себе з найкращого боку на Tour de Corse rally в 1984 році. Стрибок Peugeot на Корсиці шокував все ралійне співтовариство не тільки завдяки хорошому автомобілю. Чудова команда, в якій були такі знаменитості як Арі Ватанен і Жан Тодт, зробили величезний стрибок, і тільки схід Ватанена на Корсиці через аварію не дозволив йому виграти цей етап. Але в цьому ж році на ралі 1000 озер у Фінляндії він довів, що Peugeot здатний на багато що. В цей же час Audi готувала своє нове творіння — Sport Quattro, в той час як Lancia 037 стала вже неконкурентноспроможною.
У Peugeot планували підготуватися за 1984 рік до того, щоб завоювати в 1985 році чемпіонський титул. І дійсно, в 1985 році Peugeot домінував в чемпіонаті, і навіть серйозна аварія Арі Ватанена не завадила його напарнику по команді Тімо Салонену виграти обидва титули.
На RAC Rally 1985 року заводськими командами були представлені нові автомобілі. Lancia продемонструвала в дії свою нову Delta S4, концерн Ford — RS200, Austin-Metro — Metro 6R4, а Audi — Sport Quattro S1. Але і Peugeot не відстав від конкурентів і вивів на старт новий 205 T16 Evolution 2. Lancia посіла перше і друге місця.
Оскільки потужності автомобілів на той момент перевалили за 400 к.с., на автомобілях з'явилися солідних розмірів антикрила, які були необхідні, так як при такій потужності і малій вазі утримати автомобіль на дорозі було дуже складно.

## Заборона Group B

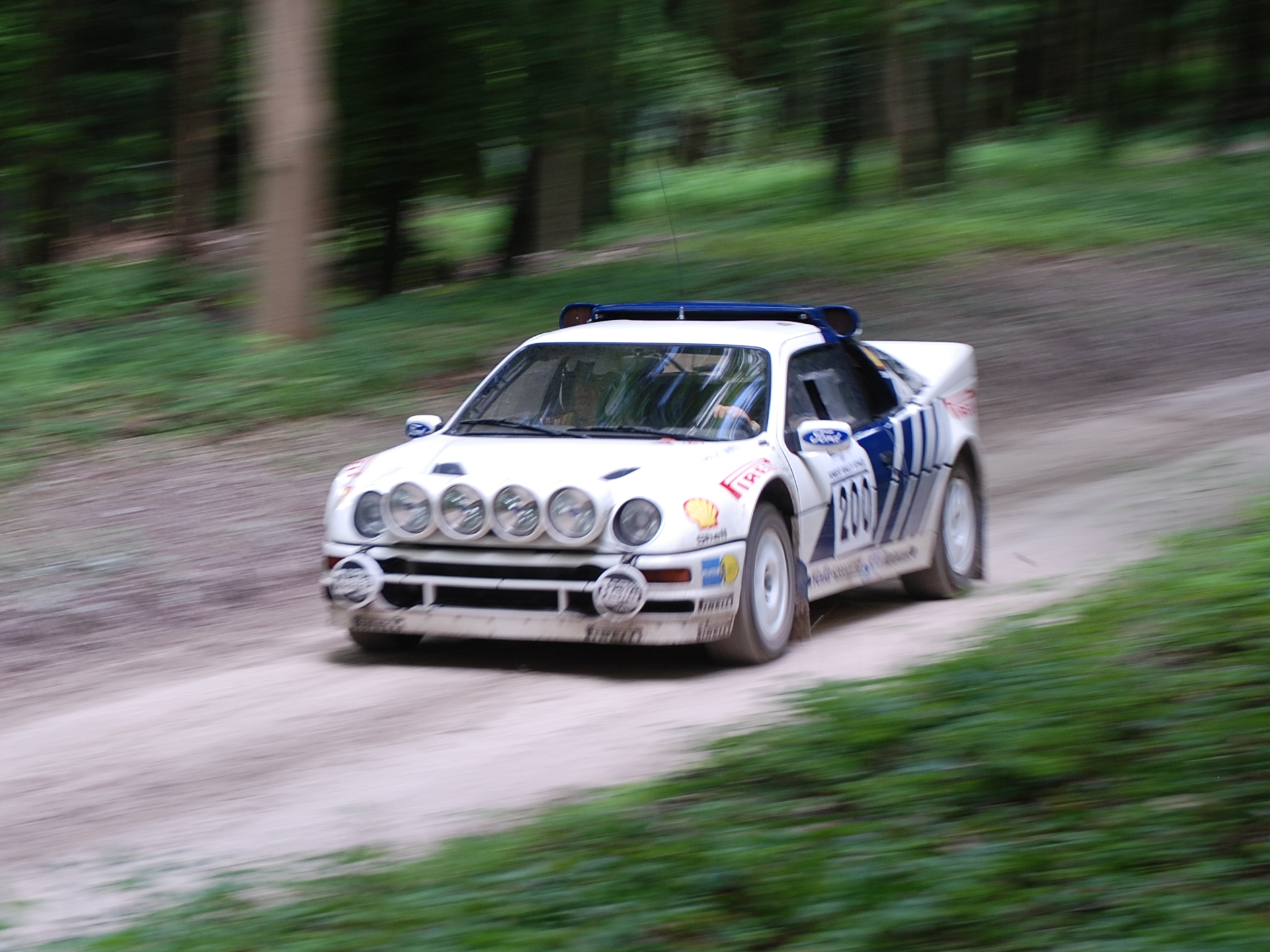
Ford RS200.

Технологічний прорив Group B був приголомшливим, популярність ралі зросла до небачених масштабів. FISA вже планувала створення Group S, яка дозволяла б великим концернам розробляти спеціальні боліди для участі в ралі, але в 1986 році на Port Wine Rally в Португалії Ford RS200 влетів на повному ходу в натовп глядачів. В результаті аварії три людини загинули і десятки були поранені. Після трагедії команда Ford припинила свої виступи в світовому чемпіонаті.
Ще одна трагедія сталася 2 травня 1986 року, через рік після загибелі Аттіли Беттега на ралі Корсики. Лідер заводської команди Lancia, Хенрі Тойвонен зі штурманом Серджіо Хресто, що лідирував в чемпіонаті і йшов на першому місці на Tour de Corse Rally, не впорався з керуванням на звивистій гірській швидкісній ділянці і вилетів з дороги в прірву. В результаті удару автомобіль моментально загорівся. Екіпаж не встиг покинути автомобіль. Хенрі Тойвонен і Серджіо Хресто загинули. Аварія сталася в безлюдному місці, і розслідування не змогло визначити причини аварії через відсутність свідків, а кузов автомобіля повністю вигорів, залишивши тільки каркас.
Ця трагедія призвела до того, що FISA заборонила з 1987 року виступи автомобілів цієї групи.